# Therondus impunctatus
Therondus impunctatus är en skalbaggsart som först beskrevs av Thérond 1969.  Therondus impunctatus ingår i släktet Therondus och familjen stumpbaggar. Inga underarter finns listade i Catalogue of Life.